# 奧匈帝國古爾登
奧匈帝國古爾登（德語：Österreichisch-ungarische Gulden，“奧匈帝國弗林”），口語稱呼為古爾登或福林，中文又譯作「萊茵盾」。 是奧匈帝國在1754年到1892年期間發行的貨幣。 在奧地利，1古爾登=60Kreuzer；在匈牙利則1福林=60krajczár。1857年，萊茵盾被奧匈帝國克朗取代。
值得注意的是，在奧地利帝國發行的貨幣中，紙鈔以德語古爾登（Gulden）表示，但硬幣則以弗罗林（Florin）表示，但兩者皆為相同幣值，但在境內的匈牙利王国內所發行的貨幣則統一使用福林（Forint）的稱呼。

## 名稱
在奧匈帝國成立以前，古爾登的全名為「奧地利古爾登」(德語:Österreichischer Gulden)，直到1867年後奧匈帝國成立才改稱為「奧匈帝國古爾登」(德語:Österreichisch-ungarischer Gulden)，而新成立的匈牙利王国則將這種貨幣的名稱訂為「福林」（匈牙利语:Forint）

## 歷史

### 奧地利帝國時期
1857年1月24日，奧地利與其他已加入了德意志關稅同盟的德意志各國簽署了一份新的貨幣公約：《維也納貨幣公約》(Wiener Münzvertrages），以望能將同盟內與奧地利國內的貨幣都轉換成為統一體系的貨幣。
而新出現的貨幣為：同盟泰勒，其價值相當於原先在德意志北部和中部使用的泰勒：南德意志同盟貨幣體系中的1+3⁄4古尔登或105克羅伊澤，或是奧地利貨幣體系中的1+1⁄2古尔登（=150 neukreuzers）。與奧地利在使用古爾登之前的泰勒不同，古爾登是按十進制計算的。照慣例，泰勒與古爾登是以1：2的比例兌換。
故當時的奧地利帝國在貨幣上除了製造國內使用的古爾登貨幣外，還會製造能流通於關稅聯盟中的國際貨幣：同盟泰勒，1同盟泰勒在奧地利帝國內等同於1+1⁄2古爾登的面額，2同盟泰勒則等同與3古爾登。
新的貨幣的含銀重量並不是以神聖羅馬帝國時期就採用的科隆馬克（約233~234克）為標準，而是以海關鎊（Zollphund = 500 克）為基礎，一海關磅的純銀在奧地利能鑄造面額為45古爾登的銀幣，而在德意志北部各州則能鑄造30泰勒的銀幣。古爾登以前可再被分為60克羅伊澤，現在開始被改成100新克羅伊澤（Neukreuzer）。按照北德各州的慣例，他們開始鑄造第900個樣品的聯合塔勒（Vereinstaler）和雙聯合塔勒，分別相當於1.5和3奧地利盾。聯盟還鑄造了金幣——克朗（Krone）和半克朗，每磅純金分別鑄造 50 枚和 100 枚。根據 1753 年公約的規定，奧地利保留了瑪麗亞·特蕾莎·泰勒和達克特的鑄造權。新的貨幣體係被稱為奧地利貨幣 (Österreichische Währung)，從 1858 年 9 月 1 日起被認為是整個帝國唯一的合法貨幣。
1866年普奥战争後，奧地利退出了維也納貨幣公約，但繼續按照其規範鑄造硬幣。
硬幣和紙幣上都標有不同的貨幣名稱。紙幣上的面額以古爾登（Gulden）表示，硬幣上則以弗羅林（Florin）表示。

### 奧匈帝國時期
1867年，奧地利帝國在簽訂方案後，正式於1868年成立聯合君主制的奧匈帝國，而根據新法律規定，匈牙利也有權能發行使用自己的貨幣，但奧地利和匈牙利起先同意先維持使用原先的共同貨幣。
然而，從 1868 年起，匈牙利王室開始發行寫有匈牙利名稱的貨幣——福林（匈牙利语:Forint）的硬幣。
輔幣也開始寫有兩種語言的單位 - 一種面額是德語 “kreuzer”，另一種則是匈牙利語 “krajczár”。 1862年，奧地利屬地倫巴第-威尼托王國鑄造了面額為義大利語“soldo”的貨幣。
自 1880 年之後，紙幣的一面會使用德文書寫面額（面額為古爾登），而另一面則使用匈牙利文（面額為福林）。

1892 年 8 月 2 日，奧匈帝國克朗取代古爾登被使用於奧匈帝國境內。而在貨幣改革期間，將從銀本位制過渡到金本位制。而之前發行的硬幣和紙幣將能一直流通到 1900 年，而其匯率為：1 古爾登（福林）= 2 克朗，1 克羅伊澤 = 2 菲勒，但在記帳單位上，古爾登這一單位依然被奧匈帝國使用，例如1896年的購置稅法(RGBl 220/1896)中。